# 인지 발달
인지 발달(영어: Cognitive development)은 신경과학 과 심리학의 한 분야로 정보 처리, 개념의 자원, 인지 기술, 언어 학습 뿐만 아니라 이미 발달된 어른의 두뇌와 인지 심리학을 통해서  아동의 발달에 집중한다.   장 피아제는 이 분야에서 " 피아제의 인지 발달론"을 발표하여 공을 세웠다. 